# آرادیپو
آرادیپو
شهر آرادیپو (به روسی: Αραδίππου) در ناحیه لارناکا در کشور قبرس واقع شده‌است. جمعیت این شهر ۱۱٫۶۳۵ نفر است.